# Przedwuj
Przedwuj – staropolskie imię męskie, złożone z dwóch członów: Przed- i -wuj ("wuj"). Imię to może oznaczać "stawiający wyżej wuja (rodzinę ze strony matki)".